# 2021. februári amerikai légitámadás Szíriában
2021. február 25-én az Amerikai Egyesült Államok hadserege légi támadásokat hajtott végre Kelet-Szíriában, olyan területek ellen, melyekről úgy gondolták, hogy iráni támogatású milíciák tartják a kezükben. Az egyoldalú lépés a 10 nappal korábban Irakban az amerikaiak ellen végrehajtott 2021-es erbíli rakétatámadásokra adott válasz volt. Ez volt az első ismert katonai offenzíva, amit Joe Biden elnöksége alatt vittek végbe.

## Előzmények
Az Amerikai Egyesült Államok 2014-ben avatkozott közbe Irakban az Inherent Resolve hadművelet részeként, mely  egy olyan, általuk vezetett koalíciós beavatkozás volt, melynek fő célja az Iszlám Állam megtámadása volt. Irán szintén beszállt az iraki háborúba, ott a síita milíciákat támogatta, melyek ellenségesen álltak hozzá az amerikai közbeavatkozáshoz. Az amerikaiak elleni rakétatámadások megsokasodtak a 2019-ben kezdődött perzsa-öböli krízis alatt. Irán 2013 óta vesz részt a szíriai polgárháborúban, és ő kezdetektől a kormánypárti erők oldalán állt. Amerika a jelentések szerint már 2012 óta komoly szerepet játszik a háborúban.
2021. február 15-én, tíz nappal a légi támadás előtt rakétatámadások értek a koalíciót, ami közben egy fülöp-szigeteki szerződéses meghalt, hatan pedig megsebesültek, köztük egy amerikai katona.
2021. február 20-án egy újabb rakéta támadás érte a Baladi Légibázist Irak Szaláh ed-Dín kormányzóságában, ahol a koalíciónak dolgozó egyik dél-afrikai polgári szerződéses sebesült meg.

## Légicsapás
A támadások célpontja egy kisebb háztömb volt al-Hurri faluban Abu Kamal mellett, melyről az Amerikai Egyesült Államok Védelmi Minisztériuma úgy gondolta, hogy ott rejtőzhettek el a Csataib Hezbollah és Kata'ib Sayyid al-Shuhada milicistái. Hét 500 fontos bombát dobtak le két amerikai F-15E-ről, melyekkel kilenc épületet megsemmisítettek, továbbit kettőt pedig lakhatatlanná tettek. Amerikai védelmi és kormányközeli emberek dicsérték a kicsi, „kalkulált” veszteséget, amit a hadművelet okozott, és hozzátették, hogy a hadművelet fő célja az volt, hogy csökkentsék az ellenfél képességeit, hogy ne tudjanak a jövőben légi támadást indítani. A The Wall Street Journal később arról számolt be, hogy Biden egy második légicsapást is elrendelt, miután egy nőt és több gyermeket észleltek a területen.
Az nem világos, hányan haltak meg a támadásokban. A Csataib Hezbollah szerint csak egy embert öltek meg, négyen pedig megsebesültek. A Reuters helyi jelentések alapján arról írt, hogy legalább 17 embert megöltek, az SOHR pedig 22 halottról számolt be.

## Következmények
A légi támadások után Joe Biden amerikai elnök figyelmeztette Iránt, mikor ezt mondta: „Nem cselekedhetnek büntetlenül, legyenek óvatosak!” A Pentagon szóvivője, John Kirby a légi támadást az előző támadásokra adott „arányos katonai válasznak” nevezte, miközben Lloyd Austin védelmi miniszter azt mondta, ő tanácsolta Bidennek a támadást. Irán elítélte a támadást, mely szerinte „Szíria szuverenitásának a megsértése”, és tagadta, hogy köze lett volna az iraki amerikaiak elleni rakétatámadáshoz.
Michael McCaul képviselő szerint a támadás „szükséges elrettentés” volt, és hozzátette, hogy „amerikai érdekek elleni támadást nem tolerálnak.” A műveletet azonban a Kongresszus több tagja is alkotmányellenesnek ítélte meg. Tim Kaine és Chris Murphy szenátorok kongresszusi meghallgatást javasoltak a légi támadások jogossága miatt. Ro Khanna képviselő úgy érvelt, hogy „nem volt az elnöknek jogi alapja ahhoz, hogy kongresszusi jóváhagyás nélkül olyan támadást indíttasson, mely nem önvédelmi célú. Hozzátette, hogy ezzel Biden lett „egymás után a hetedik elnök, aki támadást indít a Közel-Keleten.” A Nemzetvédelmi Tanács azt mondta, előre szólt a Kongresszusnak. Biden egy február 27-i levélben azzal védte meg a támadást, hogy az Egyesült Nemzetek Alapokmányának 51. bekezdését idézte, és azt mondta, azért rendelte el a támadást, „hogy magunkat és partnereinket megvédjük” egy későbbi rakéta támadástól.
"Mick" Mulroy, közel-keleti védelmi titkárhelyettes azt mondta, a támadásokat azért is Szíriában hajtották végre, és nem Iránban, hogy ne keveredjenek összetűzésbe az iraki kormánnyal.